# Nuconarius
Nuconarius – rodzaj pająków z rodziny lejkowcowatych. Obejmuje trzy opisane gatunki.

## Morfologia
Pająki osiągające od 8,7 do 15 mm długości ciała. Karapaks mają beżowy do brązowego z krótkimi, szaroczarnymi szczecinkami. Szczękoczułki mają po trzy zęby na krawędziach przednich i po dwa na krawędziach tylnych. Sternum ma kolor brązowawy. Kolejność par odnóży od najdłuższej do najkrótszej to: IV, I, II, III. Barwa opistosmy (odwłoka) jest szara lub brązowawa.
Genitalia samicy mają niezmodyfikowane spermateki o dużych, położonych przednio główkach i oddzielnych podstawach oraz niewyraźnie zaznaczone przewody kopulacyjne otwierające się pośrodku płytki płciowej. Ta z kolei cechuje się brakiem zębów, przegrody i sklerytu tylnego oraz umiejscowionym tylno, szczeliniastym przedsionkiem. Nogogłaszczki samca mają małą, nierozwidloną apofizę rzepki, goleń pozbawioną apofizy lateralnej, zaopatrzoną zaś w trójgałęzistą apofizę retrolateralną, cymbium z rowkiem krótszym niż połowa jego długości, biorący początek na siódmej lub ósmej godzinie embolus oraz krótki, rozwidlony, pozbawiony blaszki nasadowej, ale zaopatrzony w apofizę grzbietową konduktor.

## Ekologia i występowanie
Przedstawiciele rodzaju występują endemicznie w Chinach. Zasięgiem obejmują Tybet i Junnan. Zasiedlają lasy górskie na rzędnych od 2700 do 3710 m n.p.m. Bytują w miejscach ciemnych i wilgotnych.

## Taksonomia
Takson ten wprowadzony został w 2018 roku przez Zhao Zhe i Li Shuqianga na łamach „ZooKeys” poprzez wyodrębnienie z obfitego w gatunki rodzaju Draconarius. Nazwa Nuconarius jest połączeniem Nujiang, nazwy rzeki w prefekturze o tej samej nazwie, z nazwą wspomnianego rodzaju. Wyniki molekularnej analizy filogenetycznej z 2023 roku wskazują, że rodzaj ten zajmuje siostrzaną pozycję względem rodzaju Sinodraconarius, tworząc z nim klad siostrzany dla Hengconarius. Z kolei grupa tych trzech rodzajów zajmuje pozycję siostrzaną względem Yunguirius.
Do rodzaju tego należą trzy opisane gatunki:
- Nuconarius brevipatellatus Zhao & S. Q. Li, 2018
- Nuconarius capitulatus (Wang, 2003)
- Nuconarius pseudocapitulatus (Wang, 2003)